# Llista de masies de Madrona
Llista de masies de Madrona, municipi de Pinell de Solsonès.
| Topònim                                       | Documentada des de | Emplaçament                                                    |
| --------------------------------------------- | ------------------ | -------------------------------------------------------------- |
| l'Alzinosa                                    | Segle XVI          | 41° 55′ 7.8″ N, 1° 20′ 42.9″ E / 41.918833°N,1.345250°E        |
| Ca l'Aranyó                                   | 1003               | 41° 57′ 24.35″ N, 1° 17′ 40.17″ E / 41.9567639°N,1.2944917°E   |
| Auguets o Huguets                             | Segle XVIII        | 41° 55′ 46.99″ N, 1° 19′ 24.87″ E / 41.9297194°N,1.3235750°E   |
| l'Avellana                                    | Segle XVIII        | 41° 57′ 12.06″ N, 1° 21′ 22.94″ E / 41.9533500°N,1.3563722°E   |
| el Bancal                                     | Segle XVIII        | 41° 55′ 22″ N, 1° 17′ 52″ E / 41.922789°N,1.297721°E           |
| Bordell                                       | 1026               | Es desconeix on estava ubicada.                                |
| la Cabana Cal confirmació                     | ?                  | 41° 57′ 5.937″ N, 1° 18′ 56.47″ E / 41.95164917°N,1.3156861°E  |
| Caelles                                       | Segle XVI          | 41° 55′ 54″ N, 1° 21′ 01″ E / 41.931536°N,1.350317°E           |
| La Casa Nova de Sangrà                        | Segle XVIII        | 41° 57′ 29.60″ N, 1° 21′ 24.71″ E / 41.9582222°N,1.3568639°E   |
| La Caseta                                     | Segle XVIII        | 41° 56′ 11.84″ N, 1° 19′ 24.63″ E / 41.9366222°N,1.3235083°E   |
| Caseta de Castellana                          | Segle XVIII        | 41° 56′ 30.75″ N, 1° 20′ 51.78″ E / 41.9418750°N,1.3477167°E   |
| Caseta de la Codina                           | Segle XVIII        |                                                                |
| Caseta del Bancal                             | ?                  | 41° 55′ 25.32″ N, 1° 17′ 52.40″ E / 41.9237000°N,1.2978889°E   |
| el Casó de Sant Mer                           | Segle XVIII        | 41° 59′ 11.91″ N, 1° 18′ 35.38″ E / 41.9866417°N,1.3098278°E   |
| El Casó del Castell                           | Segle XVIII        | Es desconeix on estava ubicada.                                |
| Castellana                                    | Segle XVI          | 41° 56′ 28″ N, 1° 20′ 51″ E / 41.941244°N,1.347557°E           |
| el Castell                                    | Segle X            | 41° 57′ 04″ N, 1° 25′ 04″ E / 41.951008°N,1.417692°E           |
| Cavallol                                      | Segle XI           | 41° 59′ 10″ N, 1° 19′ 52″ E / 41.986196°N,1.331191°E           |
| Cavallolet                                    | ?                  | 41° 59′ 17.53″ N, 1° 19′ 19.10″ E / 41.9882028°N,1.3219722°E   |
| La Codina                                     | 1419               | 41° 56′ 39″ N, 1° 21′ 59″ E / 41.944173°N,1.366319°E           |
| Comarduns                                     | Segle XIII         | Històrica. Se'n desconeix l'emplaçament.                       |
| l'Estany                                      | Segle XVI          | 41° 56′ 38.90″ N, 1° 21′ 58.37″ E / 41.9441389°N,1.3662139°E   |
| les Escoles                                   | ?                  | 41° 56′ 38.90″ N, 1° 21′ 58.37″ E / 41.9441389°N,1.3662139°E   |
| Finestres                                     | Segle XVII         | 41° 58′ 8.446″ N, 1° 22′ 6.191″ E / 41.96901278°N,1.36838639°E |
| Fontanelles                                   | 1031               | Històrica. Se'n desconeix l'emplaçament.                       |
| Cal Gabriel                                   | ?                  | 41° 55′ 32.63″ N, 1° 19′ 31.86″ E / 41.9257306°N,1.3255167°E   |
| Garriga                                       | Segle XVIII        | Se'n desconeix l'emplaçament.                                  |
| Guardiola                                     | Segle XVI          | 41° 56′ 54.87″ N, 1° 19′ 37.52″ E / 41.9485750°N,1.3270889°E   |
| Hostal de Madrona                             | ?                  |                                                                |
| Hostal del Bordell                            | 1568               | 41° 57′ 48.64″ N, 1° 17′ 56.45″ E / 41.9635111°N,1.2990139°E   |
| el Jou                                        | Segle XVI          | 41° 56′ 54.87″ N, 1° 19′ 37.52″ E / 41.9485750°N,1.3270889°E   |
| Jounou                                        | Segle XVIII        |                                                                |
| Cal Llobet                                    | Segle XVI          | 41° 58′ 3.510″ N, 1° 18′ 42.75″ E / 41.96764167°N,1.3118750°E  |
| Martins                                       | Segle XVI          | 41° 58′ 36.43″ N, 1° 19′ 2.948″ E / 41.9767861°N,1.31748556°E  |
| la Masia Cremada                              | Segle XVIII        | 41° 58′ 12.72″ N, 1° 18′ 12.72″ E / 41.9702000°N,1.3035333°E   |
| Maçana                                        | Segle XVI          | 41° 58′ 58.68″ N, 1° 21′ 12.92″ E / 41.9829667°N,1.3535889°E   |
| Cal Masses                                    | ?                  | 41° 56′ 53.52″ N, 1° 18′ 37.39″ E / 41.9482000°N,1.3103861°E   |
| Miralles                                      | 936                |                                                                |
| Mosella                                       | ?                  | 41° 58′ 10.53″ N, 1° 19′ 26.60″ E / 41.9695917°N,1.3240556°E   |
| Pedrosa                                       | 936                | 41° 55′ 43.29″ N, 1° 22′ 7.360″ E / 41.9286917°N,1.36871111°E  |
| les Petges                                    | Segle XVIII        | 41° 56′ 40.94″ N, 1° 21′ 1.638″ E / 41.9447056°N,1.35045500°E  |
| Pinós                                         | Segle XVIII        | 41° 57′ 22.71″ N, 1° 18′ 47.70″ E / 41.9563083°N,1.3132500°E   |
| Planeses                                      | 1053               | Històrica. Se'n desconeix l'emplaçament.                       |
| el Puig de Vespella                           | Segle XIII         | Històrica. Se'n desconeix l'emplaçament.                       |
| el Puio                                       | Segle XI           | Històrica. Se'n desconeix l'emplaçament.                       |
| Rafel                                         | Segle XIX          | 41° 58′ 29.62″ N, 1° 18′ 13.26″ E / 41.9748944°N,1.3036833°E   |
| Rete                                          | 1028               | Històrica. Se'n desconeix l'emplaçament.                       |
| Riatós                                        | Segle XVI          | 41° 55′ 55.93″ N, 1° 18′ 43.74″ E / 41.9322028°N,1.3121500°E   |
| Can Ripoll                                    | ?                  |                                                                |
| Rossells                                      | Segle XVI          | 41° 55′ 21.53″ N, 1° 18′ 38.63″ E / 41.9226472°N,1.3107306°E   |
| Romeus                                        | Segle XVIII        | Històrica. Se'n desconeix l'emplaçament.                       |
| Sangrà                                        | Segle XVI          | 41° 57′ 36″ N, 1° 20′ 39″ E / 41.959880°N,1.344289°E           |
| Santesmasses                                  | Segle XVI          | 41° 57′ 58.44″ N, 1° 18′ 38.90″ E / 41.9662333°N,1.3108056°E   |
| Sant Joan                                     | ?                  | 41° 57′ 45.54″ N, 1° 19′ 36.70″ E / 41.9626500°N,1.3268611°E   |
| la Serra                                      | Segle XVIII        | 41° 58′ 14.06″ N, 1° 21′ 24.69″ E / 41.9705722°N,1.3568583°E   |
| Soldevila                                     | Segle XVIII        | 41° 55′ 17.19″ N, 1° 21′ 13.77″ E / 41.9214417°N,1.3538250°E   |
| Terme                                         | Segle XVIII        | 41° 56′ 54.24″ N, 1° 22′ 20.22″ E / 41.9484000°N,1.3722833°E   |
| Vallcirera                                    | Segle XVIII        | 41° 57′ 33.38″ N, 1° 22′ 14.17″ E / 41.9592722°N,1.3706028°E   |
| Valldecom Cal confirmar que pertany a Madrona | Segle XVIII        | 41° 55′ 25.67″ N, 1° 19′ 44.22″ E / 41.9237972°N,1.3289500°E   |
| Xancaló                                       | Segle XVIII        | 41° 57′ 33.38″ N, 1° 22′ 14.17″ E / 41.9592722°N,1.3706028°E   |